# Nadagara irretracta
Nadagara irretracta là một loài bướm đêm trong họ Geometridae.